# Ekaterina Aleksandrovna Vasilieva
Pour les articles homonymes, voir Ekaterina Vasilieva.
Ekaterina Aleksandrovna Vasilieva (en russe : Екатерина Александровна Васильева), née le 30 mai 1976 à Moscou, est une joueuse russe de water polo qui a remporté la médaille de bronze aux Jeux olympiques d'été de 2000. Maintenant, elle joue au Rari Nantes Bologna.

## Source de la traduction
- (en) Cet article est partiellement ou en totalité issu de l’article de Wikipédia en anglais intitulé « Ekaterina Aleksandrovna Vasilieva » (voir la liste des auteurs).